# Estadi Municipal d'Oberkorn
L'Estadi Municipal d'Oberkorn és un estadi de futbol a la ciutat d'Oberkorn, a Luxemburg. Actualment és l'estadi del Cercle Sportif Oberkorn. Té capacitat per a 10.000 persones.